# Таспар
Таспар (на старотюркски:  ) е каган на Тюркския каганат, управлявал през 572 – 581 година.

## Биография
Той е син на основателя на каганата Бумън от рода Ашина и през 572 година наследява своя по-голям брат Мукан. Таспар променя външнополитическата ориентация на каганата, като сключва съюз със Северна Ци, но след нейния разгром през 577 година възстановява мирните си отношения със Северна Джоу. Таспар покровителства будизма и изглежда самият той приема тази религия. При управлението му в Тюркския каганат бягат много будисти, преследвани след унищожаването на Северна Ци.
Таспар умира през 581 година. Смъртта му е последвана от краткотрайни междуособици, след които тронът е зает от племенника му Ишбара.